# Wiktorija Sergejewna Lasarenko
Wiktorija Sergejewna Lasarenko (russisch Виктория Сергеевна Лазаренко; bei der FIS nach englischer Transkription Viktoriia Lazarenko; * 22. April 2003 in Tschussowoi, Region Perm) ist eine russische Freestyle-Skierin. Lasarenko ist auf die Buckelpisten-Disziplinen Moguls und Dual Moguls spezialisiert. Bei den Weltmeisterschaften 2021 gewann sie die Silbermedaille auf den Dual Moguls (Parallelbuckelpiste).

## Biografie
Wiktorija Lasarenko bestritt noch vor ihrem 14. Geburtstag in ihrer Heimatstadt Tschussowoi ihre ersten FIS-Rennen. Ein Jahr später gewann sie erstmals in beiden Disziplinen Medaillen bei den russischen Meisterschaften. Mitte April 2018 kürte sie sich in Duved zur Juniorenweltmeisterin auf den Dual Moguls, nachdem sie in der Einzeldisziplin bereits die Bronzemedaille errungen hatte. Am 2. März 2019 gab sie mit Platz elf in Schymbulak ihr Debüt im Freestyle-Skiing-Weltcup. Bei den Juniorenweltmeisterschaften in Valmalenco gewann sie wenige Wochen später eine weitere Bronzemedaille. Im Januar des folgenden Jahres gelangen ihr in Kanada ihre ersten beiden Weltcup-Platzierungen unter den besten zehn.
Zweieinhalb Monate nach dem Gewinn ihres ersten russischen Meistertitels konnte Lasarenko bei den Weltmeisterschaften in Almaty ihren vorläufig größten Karriereerfolg feiern. Nach Rang neun in der Einzeldisziplin gewann sie auf der Parallelbuckelpiste die Silbermedaille hinter ihrer Landsfrau Anastassija Smirnowa. Bei den darauffolgenden Juniorenweltmeisterschaften in Krasnojarsk holte sie nach einer COVID-bedingten Absage der Wettkämpfe im Vorjahr ihren zweiten Titel auf den Dual Moguls. In der Einzeldisziplin gewann sie eine weitere Silbermedaille. Danach kürte sie sich am selben Ort in beiden Disziplinen zur russischen Staatsmeisterin. Bei den Olympischen Winterspielen von Peking kam sie nicht über Rang 23 hinaus.

## Erfolge

### Olympische Spiele
- Peking 2022: 23. Moguls

### Weltmeisterschaften
- Almaty 2021: 2. Dual Moguls, 9. Moguls

### Weltcup
- 3 Platzierung unter den besten zehn

### Weltcupwertungen
| Saison  | Gesamt | Gesamt | Moguls | Moguls |
| Saison  | Platz  | Punkte | Platz  | Punkte |
| ------- | ------ | ------ | ------ | ------ |
| 2018/19 | 149.   | 2,67   | 36.    | 24     |
| 2019/20 | 77.    | 16,9   | 13.    | 169    |
| 2020/21 | –      | –      | 19.    | 62     |

### Juniorenweltmeisterschaften
- Duved 2018: 1. Dual Moguls, 3. Moguls
- Chiesa in Valmalenco 2019: 3. Moguls, 16. Dual Moguls
- Krasnojarsk 2021: 1. Dual Moguls, 2. Moguls

### Weitere Erfolge
- 3 russische Meistertitel (Dual Moguls 2020 und 2021, Moguls 2021)
- 5 Siege in FIS-Rennen